# منطقه حفاظت‌شده سردآبرود
منطقهٔ حفاظت‌شدهٔ رودخانه سردآبرود یک منطقهٔ حفاظت‌شده با مساحت ۴۲۱۹ هکتار است که در استان مازندران در ایران قرار دارد. این منطقهٔ حفاظت‌شده طبق مصوبهٔ شمارهٔ ۱ در تاریخ ۱۳۴۶/۷/۱۳ در فهرست مناطق تحت حفاظت سازمان محیط زیست ایران قرار گرفت.